# Greg Amadio
Greg Amadio (* 13. Mai 1981 in Sault Ste. Marie, Ontario) ist ein ehemaliger kanadischer Eishockeyspieler, der im Verlauf seiner aktiven Karriere zwischen 1999 und 2013 unter anderem 486 Spiele in der American Hockey League (AHL) auf der Position des Verteidigers bestritten hat. Mit den Hershey Bears gewann Amadio, der den Spielertyp des Enforcers verkörperte, in den Jahren 2009 und 2010 den Calder Cup der AHL.

## Karriere
Greg Amadio begann seine Karriere als Eishockeyspieler an der Michigan Technological University, die er von 1999 bis 2003 besuchte, während er parallel für deren Eishockeymannschaft in der National Collegiate Athletic Association (NCAA) aktiv war. Gegen Ende der Saison 2002/03 gab der Verteidiger sein Debüt im professionellen Eishockey für die Memphis RiverKings aus der Central Hockey League (CHL). In 14 Spielen blieb er dabei punktlos und erhielt 24 Strafminuten, gewann mit der Mannschaft aber am Ende der Playoffs die Meisterschaft in Form des Ray Miron President’s Cup.
Im Sommer 2003 unterschrieb Amadio einen Vertrag bei Columbia Inferno, für das er in den folgenden eineinhalb Jahren in der ECHL spielte. In diesem Zeitraum absolvierte er zudem eine Partie für die Manitoba Moose in der American Hockey League (AHL). Anschließend verbrachte er ebenfalls eineinhalb Jahre in der AHL bei den Grand Rapids Griffins. Die Saison 2006/07 begann der Abwehrspieler bei den Iowa Stars aus der AHL, wechselte jedoch bereits nach nur 14 Spielen innerhalb der Liga zu den Portland Pirates, bei denen er bis zum Ende der Spielzeit in 44 Spielen acht Scorerpunkte erzielte. Nach einem Jahr bei den Binghamton Senators wurde der Kanadier von den Hershey Bears verpflichtet, mit denen er in den Jahren 2009 und 2010 jeweils den Calder Cup gewann. Im Anschluss an diese Erfolge kehrte er zur Saison 2010/11 zu seinem Ex-Klub Grand Rapids Griffins zurück. Im Januar 2012 transferierten ihn die Griffins innerhalb der AHL im Austausch für Mike Thomas zu den Springfield Falcons. Nach dem Ende der Spielzeit 2012/13 beendete der 32-Jährige seine aktive Laufbahn.

## Erfolge und Auszeichnungen
- 2003 Ray-Miron-President’s-Cup-Gewinn mit den Memphis RiverKings
- 2005 Teilnahme am ECHL All-Star Game
- 2009 Calder-Cup-Gewinn mit den Hershey Bears
- 2010 Calder-Cup-Gewinn mit den Hershey Bears

## Karrierestatistik
(Legende zur Spielerstatistik: Sp oder GP = absolvierte Spiele; T oder G = erzielte Tore; V oder A = erzielte Assists; Pkt oder Pts = erzielte Scorerpunkte; SM oder PIM = erhaltene Strafminuten; +/− = Plus/Minus-Bilanz; PP = erzielte Überzahltore; SH = erzielte Unterzahltore; GW = erzielte Siegtore; 1 Play-downs/Relegation; Kursiv: Statistik nicht vollständig)